# Manizales
Manizales là một khu tự quản thuộc tỉnh Caldas, Colombia. Thủ phủ của khu tự quản Manizales đóng tại Manizales Khu tự quản Manizales có diện tích 477 ki lô mét vuông. Đến thời điểm ngày 28 tháng 5 năm 2005, khu tự quản Manizales có dân số 327663 người.